# Lotte in Italia
Lotte in Italia è un film del 1970 realizzato dal Gruppo Dziga Vertov (Jean-Luc Godard e Jean-Pierre Gorin).
Il film fu commissionato dalla Rai ma in seguito rifiutato. Venne così realizzato con l'ausilio di produttori privati (Cosmoseion, Roma; Anouchka Films, Parigi).

## Trama
Nelle quattro parti di cui è costituito il film, Paola Taviani, giovane militante di un movimento politico extraparlamentare, disegna le tappe della sua trasformazione.
In una prima fase, i vari momenti della sua esistenza (vita familiare, studio, rapporti sociali di consumo, militanza politica) vengono da lei subiti in modo atomizzato. Iconograficamente, tale frammentazione della percezione della realtà viene descritta con l'uso di inquadrature completamente nere a separare i vari episodi della narrazione: le discussioni col padre, le lezioni di fisica ad uno studente lavoratore, l'acquisto di un vestito, un volantinaggio con arresto.
All'inizio della seconda parte, guardandosi dentro uno specchio, smaschera la falsità di quell'immagine caleidoscopica di sé. Lo può fare dopo aver fatto alcune scelte: il lavoro in fabbrica, la decisione di costruire col fidanzato una coppia rivoluzionaria, superando il precedente rapporto affettivo individualistico. La nuova pratica le permette di individuare l'elemento ideologico (nell'accezione marxiana, quindi negativa, del termine) della sua precedente percezione frammentata della propria esistenza, la sua funzionalità alla riproduzione delle condizioni di esistenza del capitalismo. Gli spazi neri vengono sostituiti da quadri a colori con la scritta Lotta di classe.
Procedendo nel tragitto da una nuova pratica ad una nuova teoria, Paola individua nell'elemento politico, e più precisamente nel dominio capitalistico, l'elemento di unificazione delle varie sfere dell'esistenza. La coscienza a cui è giunta della prevalenza dei rapporti sociali di produzione si traduce visivamente nella sovrapposizione sulle precedenti inquadrature fisse, di immagini di operai, fabbriche, lavoro.
E di nuovo alla prassi: Paola usa lo strumento televisivo, l'apparizione concessale su una rete Rai per denunciare dallo schermo la mistificazione cui si presta una tale operazione, apparentemente tollerante e liberale. In particolare denuncia la responsabilità del sistema di comunicazione, in quanto apparato ideologico del sistema borghese, nel creare una rappresentazione della cultura come sfera autonoma ed indipendente, slegata dai processi materiali di produzione.

## Critica
Il Gruppo Dziga Vertov trova origine nell'incontro tra Jean-Luc Godard, cineasta che sta mettendo in discussione il proprio ruolo e pensa di passare all'azione politica e Jean-Pierre Gorin, militante politico, interessato al linguaggio cinematografico. Lotte di classe viene a rappresentare “la manifestazione più compiuta” dell'incontro tra queste due esigenze: essere “espressione della militanza” e contemporaneamente agire sul piano linguistico.
Da una parte, nell'assenza di soggetto e personaggi, il ruolo autoriale si dissolve nella disciplina totalizzante dell'economia politica, nell'“appello alla lotta”.
D'altro canto, ciò avviene con un procedere dialettico, che in continuazione pone in lotta “un'immagine contro un'altra immagine, un sonoro contro un altro sonoro”. Al cuore del film c'è comunque una desolante constatazione, esposta dalla voce fuori campo:
Si tratta della contraddizione tra l'attività militante di una giovane persuasa di essere una rivoluzionaria e ciò che persiste in lei dell'ideologia borghese.
Il film nasce nel dicembre 1969 da un'associazione tra la Rai e la piccola società di produzione Cosmoseion, che si affiancano all'Anouchka Films di Godard. A disposizione in totale c'è un budget di 74.000 franchi francesi. A parte alcuni esterni girati alla periferia di Milano che richiesero un giorno di lavoro a fine dicembre, tutte le riprese furono effettuate nell'appartamento di Godard e Wiazemsky a Parigi; la fabbrica tessile che appare in alcune scene è proprietà di Jean-Pierre Bamberger, amico di Godard, e si trova a Roubaix: né Godard né Gorin si sono recati in Italia durante i lavori.
Il progetto di base è scritto da Jean-Pierre Gorin e la “sceneggiatura” è limitata a una decina di frasi di suo pugno:
Gorin concepisce il progetto di Lotte in Italia come “un gioco di carte rivoluzionarie” basato sull'ossatura teorica dei testi del filosofo marxista Louis Althusser, il quale assistendo a una proiezione del film avrebbe pianto di gioia.